# Burquíni

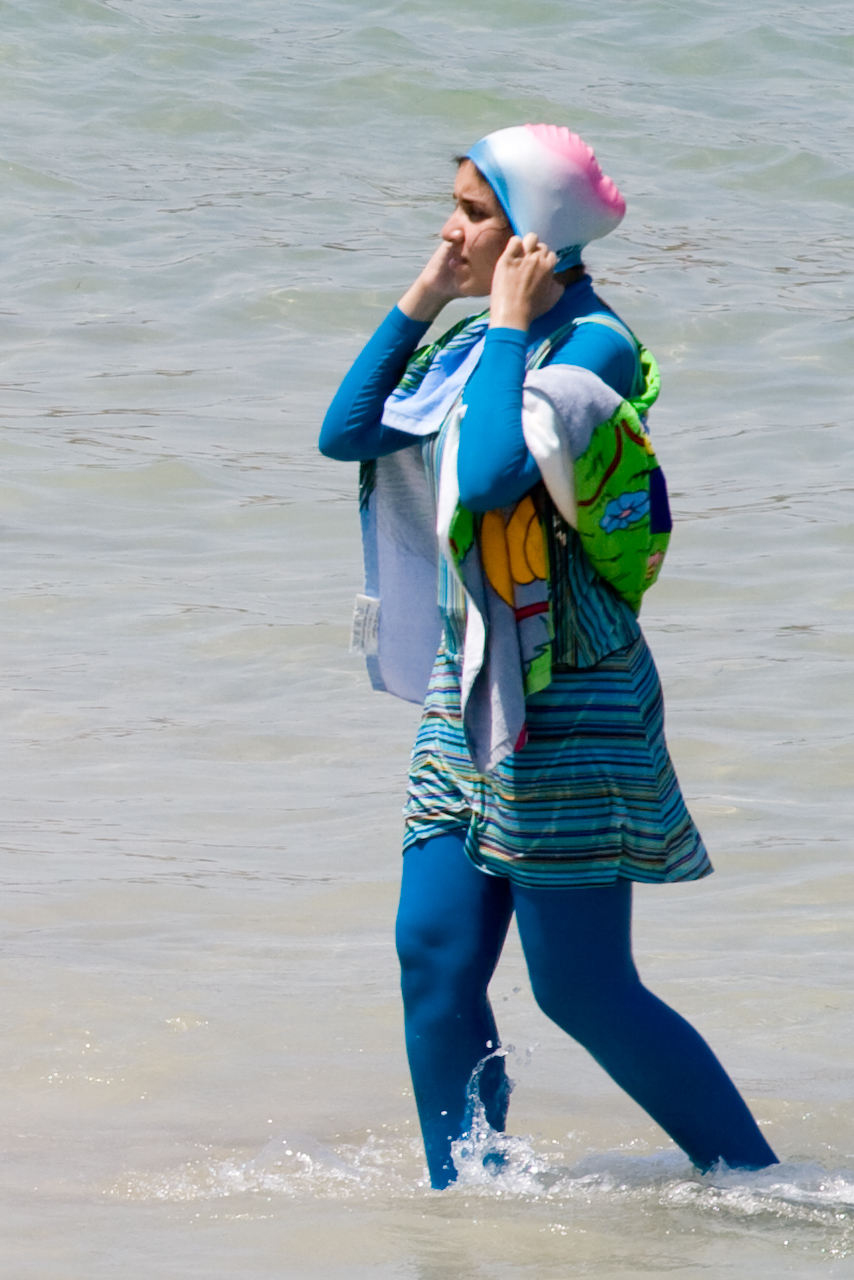
Uma mulher de burquíni.

O burquíni, burkini ou burqini (uma palavra-valise de burca e biquini) é um tipo de traje de banho para mulheres,desenhada pela libanesa australiana Aheda Zanetti para uma companhia chamada Ahiida.  
O traje cobre o corpo inteiro exceto o rosto, as mãos e os pés (o suficiente para preservar a modéstia islâmica), embora seja leve o bastante para permitir a natação. Ele foi descrito como sendo a solução perfeita para as mulheres muçulmanas conservadoras que querem nadar, mas se sentem desconfortáveis com os trajes de banho reveladores.
É mais parecido com uma roupa de mergulho de corpo inteiro embutido com capuz, mas um pouco mais solto e feito de material de traje de banho em vez de borracha.
Em Agosto de 2009, uma mulher na França foi impedida de nadar em uma piscina pública usando um burquíni. Isto foi devido a uma lei de longa data que exige o uso de um traje de banho no lugar de uma roupa de rua em piscinas públicas, por razões de higiene, em vez de o resultar de qualquer posição política específica sobre a peça, apesar da polêmica na França sobre o vestido islâmico.
"Burqini", uma palavra-valise de burca e biquíni, é uma marca registrada.
Há outros estilos de trajes de banho islâmico tais como o veilquíni e o mycozzie, que era a vestimenta real usada no incidente na França. Aheda Zanetti criticou o traje mycozzie, alegando que foi feito de lycra e que portanto era inseguro. Isto foi contestado pelo desenhista do traje mycozzie.

Entre os artistas famosos que usaram a peça inclui-se Nigella Lawson.
Foi lançado ao mercado na Austrália, onde foi um êxito total; em um mês foram vendidas 9.000 unidades a um preço de 100 euros.